# 西黑沃
西黑沃（德語：Westerhever）是德国石勒苏益格－荷尔斯泰因州的一个市镇。总面积13.32平方公里，总人口124人，其中男性64人，女性60人（2011年12月31日），人口密度9人/平方公里。
西黑沃位于艾德施泰特半岛（Eiderstedt）的西北端，西黑沃沙滩灯塔（Leuchtturm Westerheversand）是半岛的主要风景，周围是盐沼地。盐沼地、灯塔和海滩每年吸引80,000游客。